# Jim Florentine
James "Jim" Florentine (18 de Agosto de 1964) é um comediante de stand-up comedy, ator, escritor, dublador, e apresentador de televisão estadunidense. Ele é mais conhecido pelo seu trabalho nos programas That Metal Show, do canal de tv a cabo VH1 Classic (do qual é um dos apresentadores), e Crank Yankers.
Em 2001, seu CD, Terrorizing Telemarketers: Volume 1, com o qual ele pregava trote telefônicos em operadores de telemarketing, pulou da posição 282.363 para o número 2 no site Amazon.com, após alguns dos trotes tocarem várias vezes no programa The Howard Stern Radio Show. Além disso, outros 2 cds dele alcançaram boas posições na billboard (comedy charts)

## Discografia

### CDs
| Ano  | Ranking                                                     | Gravadora               |
| ---- | ----------------------------------------------------------- | ----------------------- |
| 2001 | Terrorizing Telemarketers, Vol. 1                           | independente            |
| 2001 | Terrorizing Telemarketers, Vol. 2                           | M.I.L. Multimedia       |
| 2006 | Terrorizing Telemarketers, Vol. 3                           | independente            |
| 2006 | Jim Florentine Is Terrorizing Telemarketers                 | M.I.L. Multimedia       |
| 2006 | Terrorizing Telemarketers, Vol. 4                           | independente            |
| 2008 | Jim Florentine LIVE: Get the Kids out of the Room (ao vivo) | independente            |
| 2008 | Anger Is a Gift (ao vivo)                                   | independente            |
| 2010 | Terrorizing Telemarketers, Vol. 5                           | Favored Nations Records |
| 2011 | Cringe N Purge                                              | Metal Blade Records     |
| 2012 | Awful Jokes From My First Comedy Notebook                   |                         |

### DVDs
- Meet The Creeps Volume 1
- Meet The Creeps Volume 2
- Meet The Creeps Volume 3

## Filmografia
| Ano  | Filme                      | Papel/Personagem        | Notas      |
| ---- | -------------------------- | ----------------------- | ---------- |
| 1998 | White Chicks, Incorporated | Bill                    |            |
| 2002 | Rock Bottom                | Miller Davis            |            |
| 2003 | Secret War                 | Getty                   |            |
| 2004 | Grace and the Storm        | Gio                     |            |
| 2005 | Eminem's Making the Ass    | Special Ed / Little Em' | Voice only |
| 2006 | Beer League                | Crispino                |            |
| 2010 | A Little Help              | Brian                   |            |

## Trabalhos na Televisão
| Ano          | Programa        | Papel/Personagem            | Notas |
| ------------ | --------------- | --------------------------- | ----- |
| 1997         | Apt. 2F         | Cômico/Humorista            |       |
| 2003–2007    | Crank Yankers   | Special Ed / Bobby Fletcher |       |
| 2008–present | That Metal Show | Apresentador                |       |

## Outros trabalhos
- 2006 - Grand Theft Auto: Vice City Stories - Voz do personagem "Bobbie Ray"